# Инясевский, Кирилл Александрович
Кирилл Александрович Инясевский (2 марта 1923, Москва, РСФСР — 15 декабря 2012, Москва, Российская Федерация) — советский тренер и судья по плаванию, заслуженный тренер СССР.

## Биография
Окончил Московский областной педагогический институт.
В 1961—1967 и 1969—1972 гг. — главный тренер сборной СССР по плаванию. Под его руководством 16-летняя Галина Прозуменщикова на Играх-64 в Токио завоевала первую золотую олимпийскую медаль в истории советского плавания, в том же заплыве на 200 м брассом Светлана Бабанина финишировала третьей. В 1972 г. сборная СССР крайне неудачно выступила на Олимпиаде в Мюнхене и главный тренер был отправлен в отставку.
Затем — на кафедре физического воспитания МИИТа. Кандидат педагогических наук, автор нескольких научных публикаций.